# Ticket to Ride (歌曲)
《Ticket to Ride》是披头士乐队的一首歌曲，收录于1965年的专辑《Help!》中。这首歌于1965年2月15日录制并在两个月后发行。它也出现在披头士的第二部电影《Help!》里 ，收录于原声带中。此歌曲于2014年滚石杂志五百大歌曲排行榜中排名第394名。

## 参与人员
- 约翰·列侬 – 双轨录制的主唱、节奏吉他
- 保罗·麦卡特尼 – 和声、贝斯、主音吉他
- 乔治·哈里森 – 节奏吉他、[A] 和声
- 林戈·斯塔尔 – 架子鼓、铃鼓、拍手

## 脚注
1. ↑  .   [20 July 2009]. （原始内容存档于2010年9月20日）.